# Минкин, Юрий Борисович
Ю́рий Бори́сович Ми́нкин (11 августа 1957 — 12 сентября 2014, Москва) — российский предприниматель, председатель совета директоров ЗАО «Инфраструктура-холдинг», кандидат технических наук, доцент, заместитель декана факультета «Т» Московского государственного университета тонких химических технологий имени М. В. Ломоносова.

## Биография
В 1980 году окончил Московский авиационный институт им. С. Орджоникидзе, в 1985 году защитил кандидатскую диссертацию в МАИ по специальности «Управление в технических системах».
В 1986—1993 годах работал ассистентом, старшим преподавателем, заместителем декана факультета «Т» в Московского государственного университета тонких химических технологий имени М. В. Ломоносова.
В 1993—2007 годах Минкин занимался коммерческой деятельностью, часть которой была тесно связана с МИТХТ (организации питания студентов, ремонтные работы, поддержка социальных программ).
В 1997 году Минкину присвоено звание Почётного доктора наук МИТХТ им. Ломоносова. С 1999 года он вошёл в члены Попечительского совета МИТХТ.
С 2007 года — доцент кафедры ЭЭиМТ, в 2008 году стал заведующим кафедры и вошёл в Ученый совет МИТХТ. В 2007—2008 годах провёл модернизацию кафедры ЭЭиМТ, обновил состав преподавателей, усовершенствовал учебный процесс.
12 сентября 2014 года скончался в СИЗО «Матросская тишина». Юрия Минкина обвиняли в крупных хищениях у банков и организации незаконной миграции. 10 сентября 2014 года следствие ходатайствовало в Тверском суде о продлении Юрию Минкину ареста. Однако заседание так и не состоялось: ему стало плохо прямо в здании суда, и скорая увезла его обратно в больничную палату «Матросской тишины». 12 сентября обвиняемого вновь доставили в суд. В зале у Минкина вновь случился приступ. Через час скорая увезла его в СИЗО. Через два с половиной часа следователь сообщил судье и адвокатам, что Минкин скончался, и отозвал своё ходатайство о продлении ареста. Предварительный диагноз — острая сердечная недостаточность. По словам адвокатов, имел несколько серьёзных заболеваний, включая ангионевротический отёк и межпозвоночную грыжу. За неделю до смерти он жаловался на боли в сердце и периодические обмороки.
Автор и соавтор 30 печатных, научных и учебно-методических работ, в том числе двух учебных пособий для вузов, соавтор «Справочного пособия по основам электротехники и электроники».

## Награды
- Награждён медалью «В память 850-летия г. Москвы»
- Орденом Св. Благоверного кн. Даниила Московского III ст.
- Орденом Преподобного Сергия Радонежского III ст. (Русская Православная церковь)
- Юбилейные медали Патриарха Московского и всея Руси Алексия II.